# Miguel Ángel Cardone
Miguel Ángel Cardone (3 de marzo de 1952, Santa Fe-1 de junio de 1982, Atlántico Sur) fue un aviador militar perteneciente a la Fuerza Aérea Argentina que murió en combate en la guerra de las Malvinas.
El Aeródromo de la Ciudad de Villa  Cañás en la provincia de Santa Fe, fue denominado en su honor "Suboficial Auxiliar Miguel Ángel Cardone".

## Historia

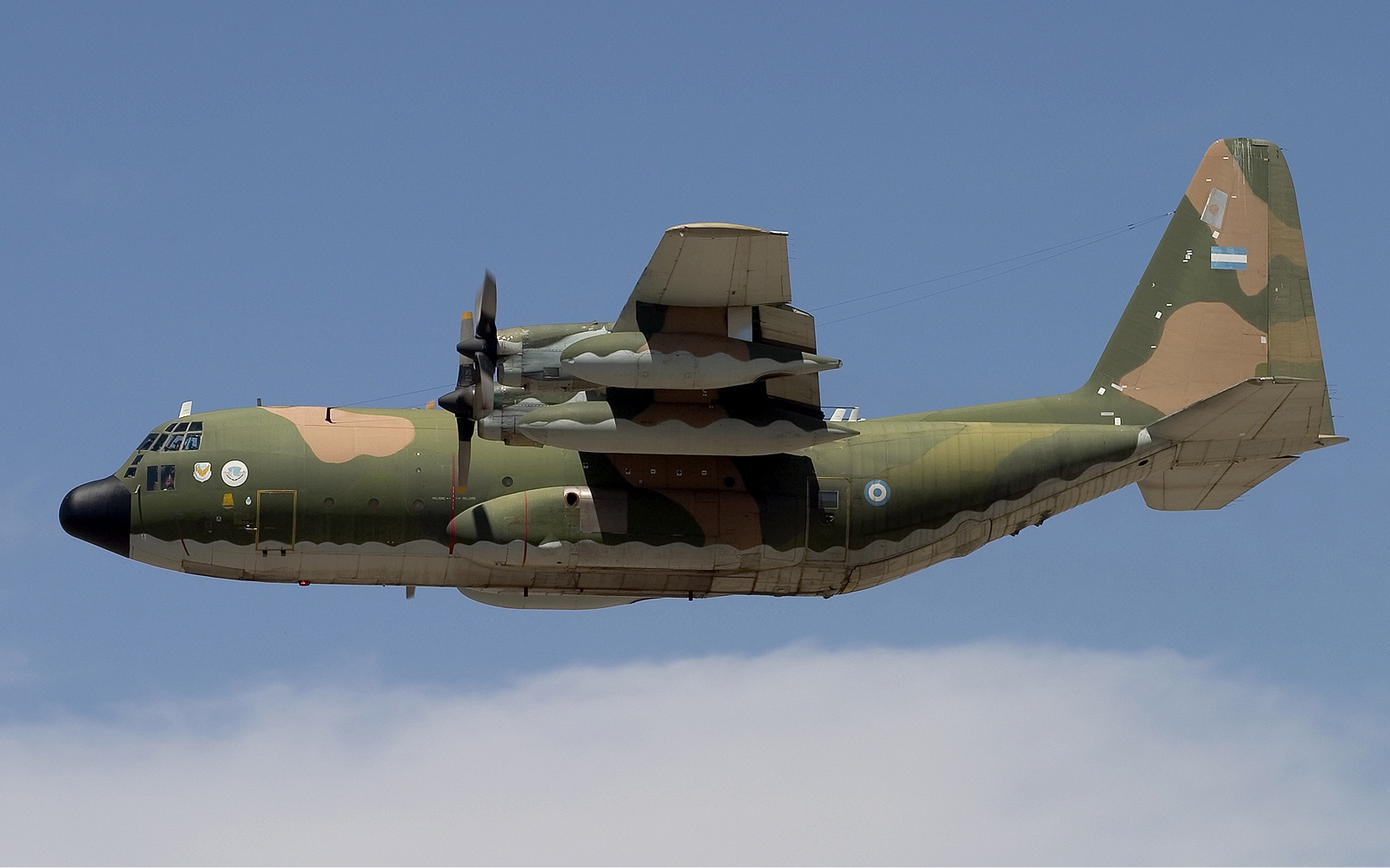
Avión C-130 Hercules similar al tripulado por Cardone.

El cabo principal Miguel Ángel Cardone integró la tripulación del C-130H Hercules TC-63 de la Fuerza Aérea Argentina derribado el 1 de junio de 1982. El avión despegó desde Comodoro Rivadavia a las 8 h 53 min (UTC-3) piloteado por el capitán Héctor Martel. Su misión era encontrar barcos militares británicos para ayudar a los aviones de ataque. «Era una tarea extremadamente peligrosa de hacer» explicó el vicecomodoro Alberto Vianna.
Cuando el Hercules emergió sobre el horizonte radar a unas 20 millas al norte del estrecho de San Carlos, fue detectado por la fragata HMS Minerva. Esta vectoreó una pareja de aviones Sea Harrier del Escuadrón Aéreo Naval 801. El teniente comandante Nigel Ward derribó al C-130 con un misil Sidewinder y balazos de 30 mm. No hubo sobrevivientes.